# Bâtiment du tribunal de district à Smederevo
Le bâtiment du tribunal de district à Smederevo (en serbe cyrillique : Зграда Окружног суда у Смедереву ; en serbe latin : Zgrada Okružnog suda u Smederevu) se trouve à Smederevo, dans le district de Podunavlje, en Serbie. Il est inscrit sur la liste des monuments culturels de grande importance de la république de Serbie (identifiant no SK 545).

## Présentation

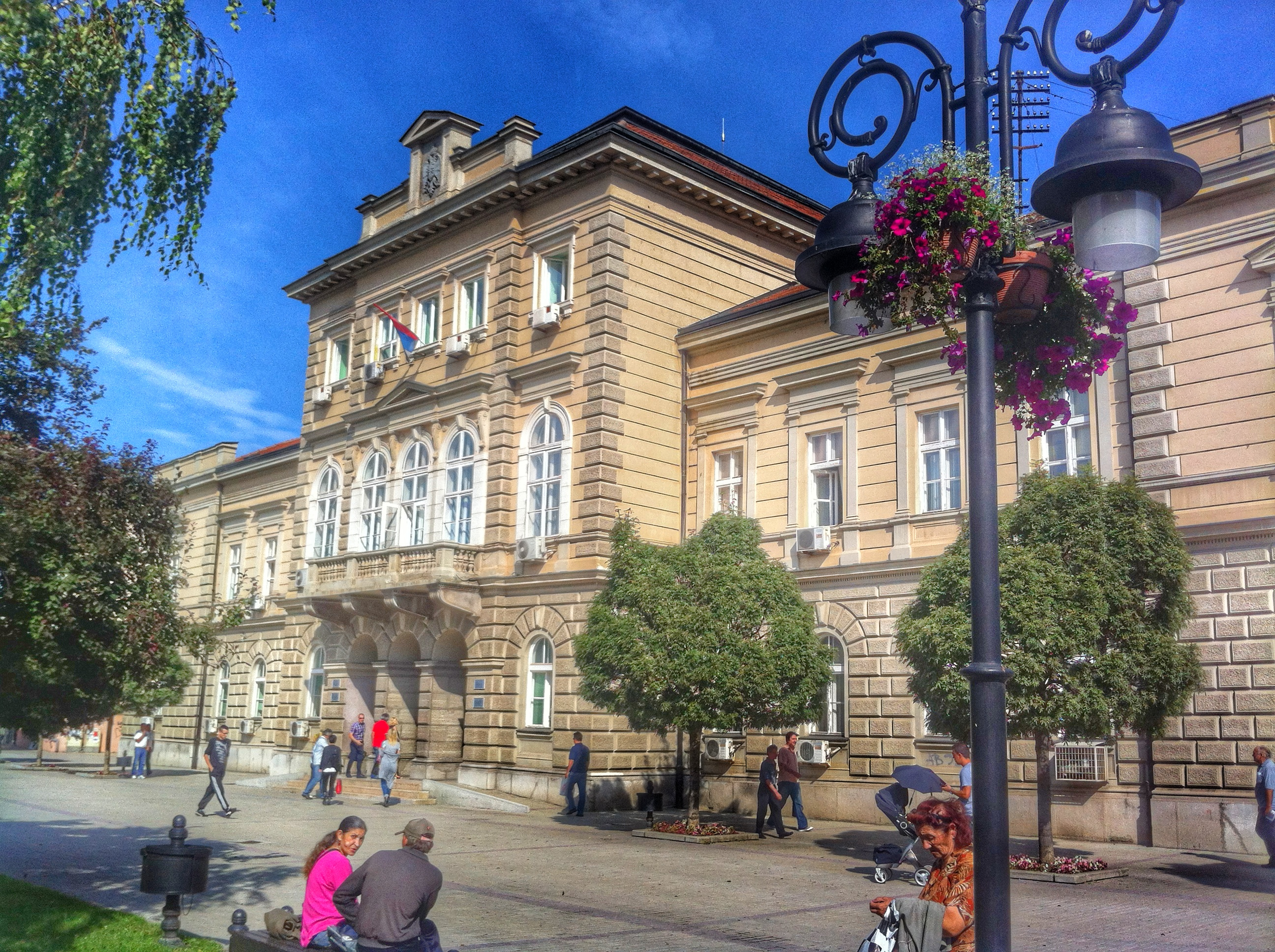
Détail de l'avancée centrale.

Le bâtiment, qui autrefois abritait l'Administration du « srez » de Smederevo et qui accueille aujourd'hui le Tribunal de district, est situé sur la place centrale de la ville ; il a été l'un des premiers grands bâtiments édifiés dans la cité. Il a été construit entre 1886 et 1888 selon des plans de l'architecte Aleksandar Bugarski, qui a notamment dessiné le Théâtre national et le Stari dvor à Belgrade. Il est caractéristique du style académique avec des éléments classiques et Renaissance.
Dans son plan, le bâtiment suit la forme de lettre « E » ; la façade principale mesure 53,40 m et les façades latérales 61,45 m. Les murs, massifs, sont construits en briques et sont épais de 30 à 60 cm. L'édifice se caractérise par sa symétrie qui s'organise autour d'une avancée centrale profonde de 3 m ; il est constitué d'un rez-de-chaussée et d'un étage et est doté d'un second étage au niveau de cet avant-corps central ; le rez-de-chaussée de l'avancée est orné de deux colonnes massives, le premier étage est doté d'un balcon avec une balustrade et de fenêtres cintrées ; au second étage, les fenêtres sont surmontées par des architraves. Toujours dans l'avancée centrale, un attique domine la corniche du toit ; à l'origine, il affichait un blason du royaume de Serbie nouvellement établi ; après la guerre, à l'époque communiste, les armes du royaume ont été remplacées par une étoile à cinq branches, symbole du nouveau régime ; en 2005, cette étoile a été à son tour remplacée par un aigle bicéphale.
L'intérieur est modestement décoré de cordons et de cadres moulurés sur les murs et les plafonds ; la décoration de la grande salle d'apparat n'a pas été conservée. Bugarski a utilisé le pilier métallique comme élément de construction, élément qu'il avait appliqué pour la première fois à la chapelle de Dina Mančić dans le vieux cimetière de Smederevo.
Des travaux à grande échelle ont été effectués sur le bâtiment en 1963 ; à cette occasion, une mosaïque de R. Gligorijević a été installée dans l'escalier central qui mène au premier étage. D'autres travaux de conservation et de restauration ont été réalisés en 1975, 1999 et 2005.

### Note
1. ↑  À l'époque de la principauté de Serbie, le « srez » était une subdivision administrative intermédiaire entre le district (okrug) et la municipalité (opština). Cette subdivision a été abolie en 1965.